# 元和偃武
元和偃武（げんなえんぶ）は、慶長20年（1615年）5月の大坂夏の陣で江戸幕府が大坂城主の豊臣家（羽柴宗家）を攻め滅ぼし、応仁の乱以来、日本国内で150年近く断続的に続いていた大規模な軍事衝突が終了した事を指す語。
同年7月、江戸幕府は朝廷に元号を慶長から元和と改めさせ、天下の平定完了を宣言したと見られる。幕府は改元直前の閏6月に一国一城令を、改元後は武家諸法度を制定する等支配体制の強化を図っていった。

## 概要

### 由来
偃武とは、中国古典『書経』周書・武成篇の中の語「王来自商、至于豊。乃偃武修文。（王　商自り来たり、豊に至る。乃ち武を偃（ふ）せて文を修む。）」に由来し、武器を偃（ふ）せて武器庫に収めることを指している。「元和偃武」という語の初出の時期は不明だが、江戸時代中期以降の儒者の創語だと推定されている。
江戸幕府による全国支配体制の基礎が確立し、以後は領主権力同士の軍事衝突が発生しなかった事実を、江戸幕府側が徳川の天下太平を称え、賞賛する意味で用いられた。

### 戦国時代の終期
戦国時代の終期にはいくつかの見解が存在するが、その一つが大坂の陣での豊臣氏の滅亡により、元和偃武によって戦国時代が終了したとの考え方である。

### 文学史
支配体制や軍事史とは別に、文学史では、乱世を描いた「中世文学」の時代を、保元の乱に始まり、大坂城落城までとして元和偃武に終わる、との説がある。元和偃武を境に、それまでは仮想で描かれていた太平が現実になり、同じ言葉や台詞でも明確に意味が変化し、機能が異なっている。